# Santuário da Vida Selvagem de Lengteng
O Santuário da Vida Selvagem de Lengteng é uma área protegida no distrito de Champhai, no leste de Mizoram, nordeste da Índia. É uma floresta alpina e contém o segundo pico mais alto de Mizoram. É especialmente voltada à conservação de espécies raras de aves.

## Geografia
O Santuário da Vida Selvagem de Lengteng está localizado no distrito de Champhai, a poucos quilômetros da Fronteira Índia-Mianmar e ao norte do Parque Nacional Murlen. Fica adjacente à vila Lamzawl, e a cidade mais próxima é Ngopa. A vila de Selam fica dentro do santuário. Está a uma altitude de 400-2.141 m de altitude. Abrange uma área de 12.000 ha (30.000 acres). Consiste em vários picos de montanhas, e um deles é o segundo mais alto de todo o Mizoram. Os tipos de vegetação são floresta perene tropical e floresta montana subtropical.